# Madrisahütte
Die Madrisahütte ist eine unbewirtschaftete Schutzhütte der Sektion Karlsruhe des Deutschen Alpenvereins. Sie liegt im Valzifenztal am Fuß der Madrisa auf 1660 m ü. A. im Rätikon im Montafon in Vorarlberg. Die Hütte besitzt Strom und moderne Kochmöglichkeiten, ist aber ansonsten weitgehend im Originalzustand erhalten.

## Zugang
Am kürzesten ist die Madrisahütte von hütteneigenen Parkplatz im Gargellener Ortsteil Vergalda zu erreichen. Von dort sind es etwa 30 Minuten bis zur Hütte – wahlweise auf einem AV-Steig oder einem asphaltierten Almweg.

## Übergänge zu anderen Hütten
- Tübinger Hütte
- Carschinahütte
- Tilisunahütte
- Saarbrücker Hütte

## Tourenmöglichkeiten
- Madrisa 2770 m
- Madrisahorn 2826 m
- Schlappiner Spitze 2442 m
- Schlappiner Joch 2203 m

## Karten
- Schweizer Landeskarte 238 Montafon

## Weblinks

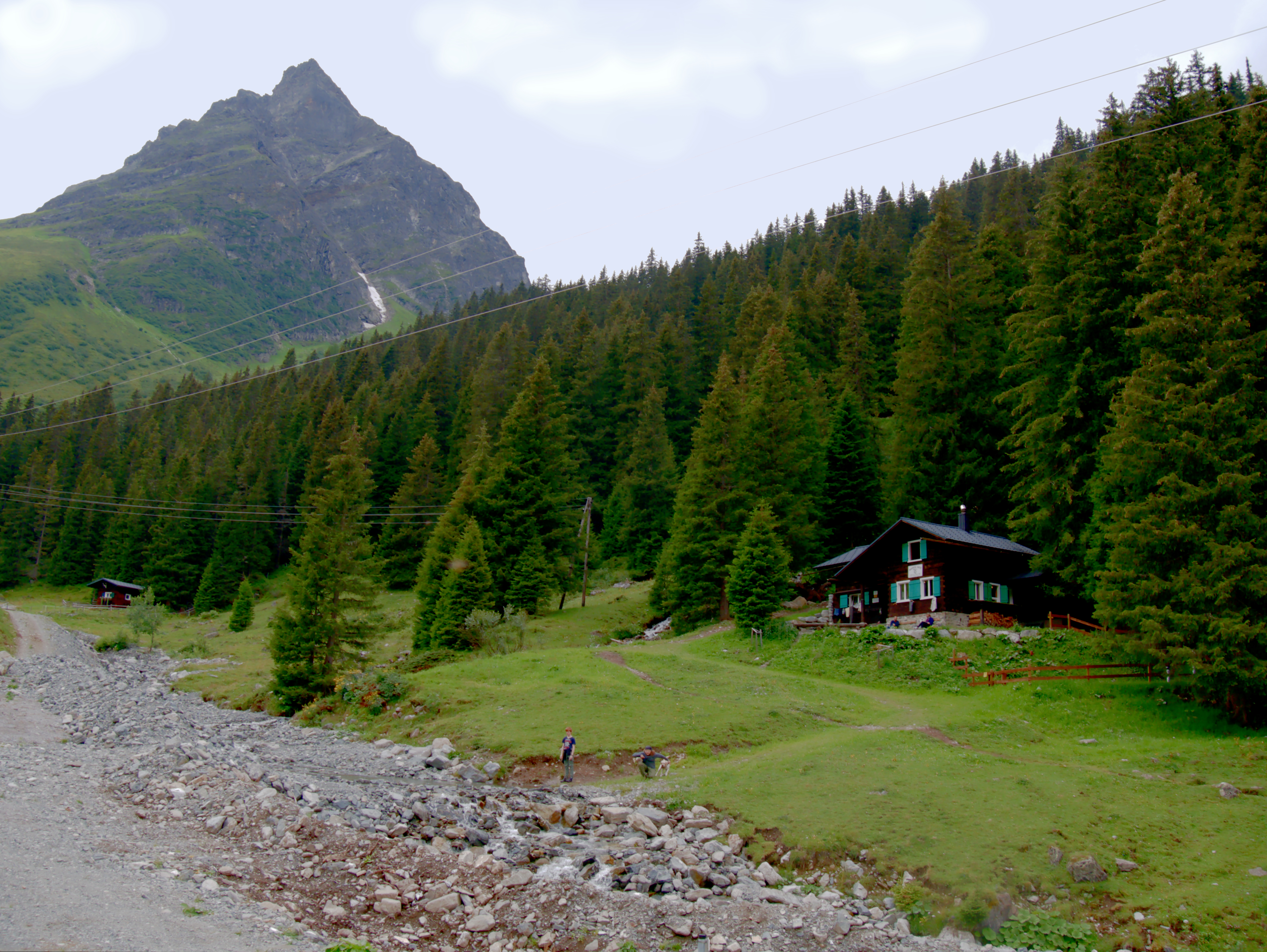
Madrisahütte mit Madrisa